# Legion Speer
Legioen Speer was de buitenlandse vrijwilligerseenheid van het Nationalsozialistisches Kraftfahrkorps (NSKK). Het legioen werd in 1942 opgericht en op 12 september 1944 ontbonden en de leden werden opgenomen in het nieuwe Transportkorps Speer. Het is vernoemd naar Albert Speer, haar oprichter.

## Samenstelling
De eerste leden van het Legioen waren Russen die vluchtten voor Stalins schrikbewind en krijgsgevangenen. Ze mochten alleen in West-Europa dienen. Het Legioen stond echter open voor alle burgers van bezet Europa; Belgen, Tsjechen, Noren etc. Commandoposities waren gereserveerd voor Duitsers en in bepaalde situaties andere Germaanse volkeren zoals Noren en Nederlanders. Sommige Duitsers dienden ook als chauffeur. De legioensoldaten legden een persoonlijke eed van trouw af aan Adolf Hitler. Een klein aantal Noren maakte deel uit van de eenheid als dienstplichtige.

## Organisatie
Het Legioen had Ersatzabteilungen (rekruterings- en bevoorradingskantoren) in Parijs, Oslo, Belgrado en Kiev, waar veel leden vandaan kwamen. Vanaf 1943 kwam de organisatie van het Legioen overeen met de organisatie van de Organisation Todt: 
- Legion Speer Italien, Rome
- Legion Speer Norwegen, Oslo
- Legion Speer Reich, Berlijn
- Legion Speer Südost, Belgrado
- Legion Speer West, Parijs

## Rangen
1. Generalkapitän (Generalmajor)
2. Chefkapitän (Oberst)
3. Stabskapitän (Oberstleutnant)
4. Kapitän (Major)
5. Hauptzugführer (Hauptmann)
6. Oberzugführer (Oberleutnant)
7. Zugführer (Leutnant)
8. Stabsfahrmeister (Stabsfeldwebel)
9. Hauptfahrmeister (Oberfeldwebel)
10. Oberfahrmeister (Feldwebel)
11. Fahrmeister (Unterfeldwebel)
12. Unterfahrmeister (Unteroffizier)
13. Hauptkraftfahrer (Obergefreiter)
14. Oberkraftfaher (Gefreiter)
15. Kraftfahrer (Grenadier)